# Marguerite Long
Marguerite Long, właśc. Marie-Charlotte Long (ur. 13 listopada 1874 w Nîmes, zm. 13 lutego 1966 w Paryżu) – francuska pianistka, pedagog.

## Życiorys
Gry na fortepianie uczyła się prywatnie u Antoine’a François Marmontela oraz w Konserwatorium Paryskim u Henriego Fissota. 
W latach 1906–1940 uczyła w Konserwatorium, od 1921 także w École Normale de Musique. Do jej uczniów należeli m.in. Philippe Entremont, Jacques Février i Samson François. W 1942 założyła w Paryżu szkołę muzyczną.
Wraz z Jacques’em Thibaudem zorganizowała 1943 konkurs dla pianistów i skrzypków nazwany imieniem Long i Thibaud.
Marguerite Long uważana jest przez krytyków za najwybitniejszą pianistkę francuską XX wieku. Była zaprzyjaźniona z Claude'em Debussym, Gabrielem Faurém i Maurice’em Ravelem. Ravel zadedykował jej koncert fortepianowy G-dur i powierzył jej prawykonanie. Była też pierwszą wykonawczynią jego Le Tombeau de Couperin.

## Odznaczenia
- Legia Honorowa (kawaler 1921, oficer 1930, komandor 1938)[1]
- Order Narodowy Zasługi (pośmiertnie – krzyż wielki 1966)[1]
- Order Palm Akademickich (oficer)[1]

## Publikacje
- 1959: Le Piano
- 1960: Au piano avec Debussy
- 1963: Au piano avec Fauré
- 1963: La Petite Méthode de piano
- 1971: Au piano avec Ravel